# Fußball-Oberliga 1992/93
Die Saison 1992/93 der Oberliga war die 19. Saison der Oberliga als dritthöchste Spielklasse im Fußball in Deutschland nach der Einführung der zweigleisigen – später eingleisigen – 2. Bundesliga zur Saison 1974/75.

## Oberligen
- Oberliga Baden-Württemberg 1992/93
- Bayernliga 1992/93
- Oberliga Hessen 1992/93
- Oberliga Nord 1992/93
- Oberliga Nordost 1992/93 in drei Staffeln (Nord, Mitte und Süd)
- Oberliga Nordrhein 1992/93
- Oberliga Südwest 1992/93
- Oberliga Westfalen 1992/93

## Aufstieg zur 2. Bundesliga
In den drei Aufstiegsrunden gelangen Rot-Weiss Essen und dem TSV 1860 München jeweils als Gruppensieger der Aufstieg in die 2. Bundesliga. Dem dritten Gruppensieger, 1. FC Union Berlin, wurde die Lizenz für die 2. Bundesliga verweigert, wodurch der Gruppenzweite Tennis Borussia Berlin als Aufsteiger nachrückte.